# ديفيد ناش
ديفيد نـاش (19 يناير 1978 في المملكة المتحدة - ) (بالإنجليزية: David Nash)‏ هو لاعب كريكت بريطاني. لعب مع نادي مقاطعة ميدلسكس للكريكت ‏.

## وصلات خارجية
- ديفيد نـاش على موقع إي آس بي آن كريك إنفو (الإنجليزية)